# Gymnaestrada 2007
| 13. Weltgymnaestrada Dornbirn 2007 come together. be one. |                                   |
| Das Logo der 13. Weltgymnaestrada.                        |                                   |
| Anzahl Nationen                                           | 53                                |
| Austragungsort                                            | Dornbirn, Vorarlberg              |
| Eröffnung                                                 | 8. Juli 2007 Stadion Birkenwiese  |
| Ende                                                      | 14. Juli 2007 Stadion Birkenwiese |

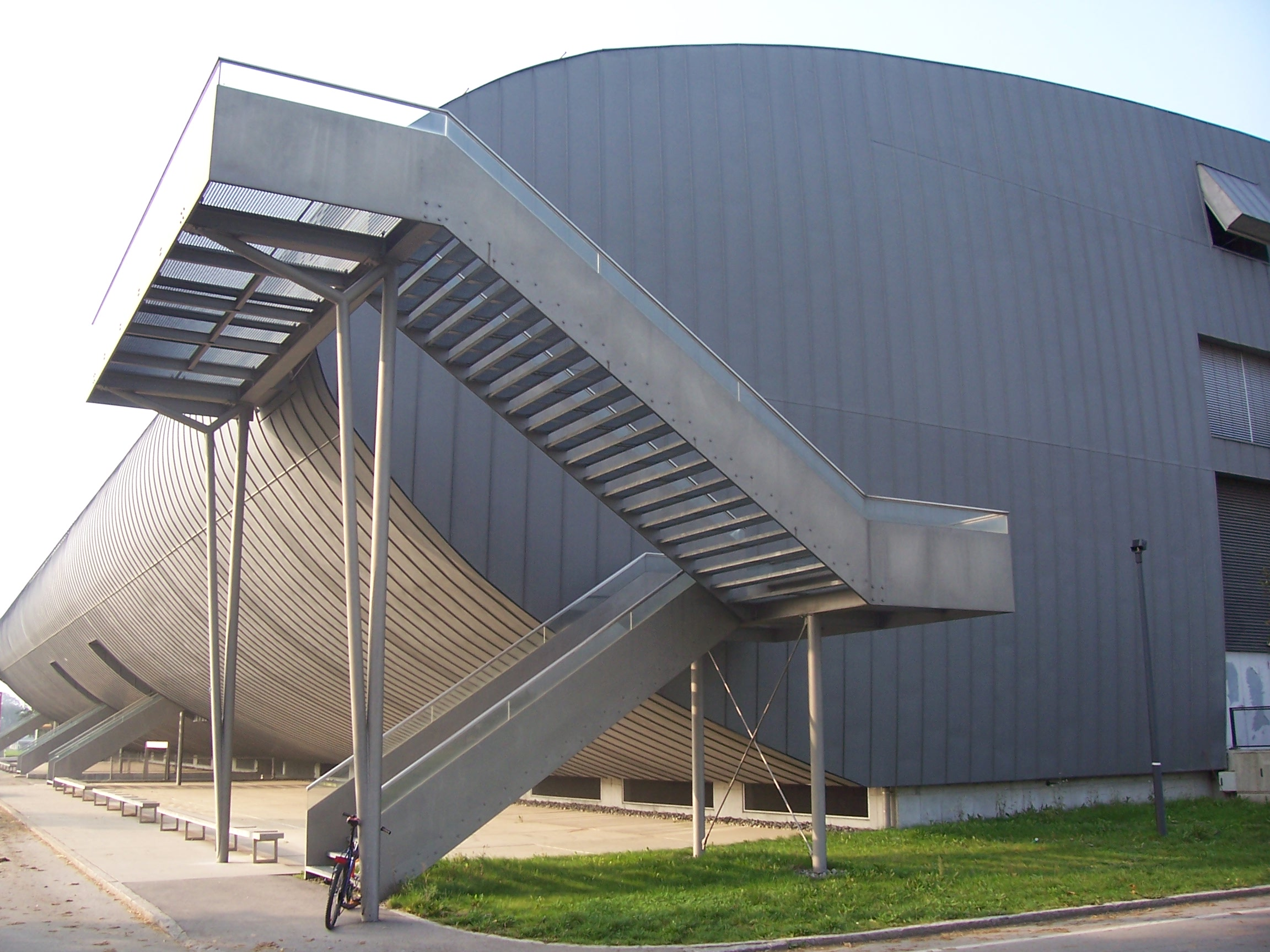
Das Messestadion in Dornbirn – Veranstaltungsort für die Nationalen Abende und FIG-Gala, die Abendveranstaltungen der Weltgymnaestrada 2007.

Die Gymnaestrada 2007, auch Weltgymnaestrada 2007 (offiziell: 13th World Gymnaestrada 2007 Dornbirn) fand vom 8. Juli bis zum 14. Juli 2007 in Dornbirn im österreichischen Bundesland Vorarlberg statt. Etwa 22.000 aktive Turner und deren Begleitpersonen aus 53 Ländern nahmen teil. Die Weltgymnaestrada 2007 war geprägt durch die intensive Anteilnahme der Bevölkerung sowie der etwa 4000 freiwilligen Helfer.
Als Weltgymnaestrada werden die alle vier Jahre von der FIG (Fédération Internationale de Gymnastique) ausgetragenen Weltturnspiele bezeichnet. Sie haben keinen Wettkampfcharakter, sondern bieten seit 1953 Sportlern aus aller Welt die Möglichkeit, sich und ihr Können eine Woche lang der Weltöffentlichkeit zu präsentieren.

## Veranstaltungen
- Hallenvorführungen an fünf Tagen im Dornbirner Messegelände (jede der 296 Gruppen mit 10 bis 30 Teilnehmern trat insgesamt dreimal an verschiedenen Tagen an)
- Großgruppenvorführungen (mit bis zu 1180 Mitgliedern) an zwei Tagen im Lustenauer Reichshofstadion
- Nationale Abende und die Gala des Weltturnverbandes FIG als Abendveranstaltungen (19 90-minütige aufwendige Vorführungen mit Show-Charakter)
- Stadtvorführungen auf Openair-Bühnen außerhalb des Hallengeländes an fünf Tagen (248 Gruppen mit 488 Vorführungen auf acht Bühnen in Höchst, Hard, Bregenz, Wolfurt, Dornbirn, Hohenems, Rankweil und Feldkirch)
- Übungsleiterforum mit workshopartigen Lehrveranstaltungen mit Theorie und Praxis (gesamt 51 Kurse von 41 Vortragenden an zwei Tagen)
- Eröffnungsveranstaltung mit 1900 Turnern aus dem Bodenseeraum zum Thema „Die vier Elemente“
- Abschlussveranstaltung zum Thema „Die fünf Kontinente. Come together. Be one.“ mit Großgruppen von allen fünf Kontinenten

## Veranstaltungsorte

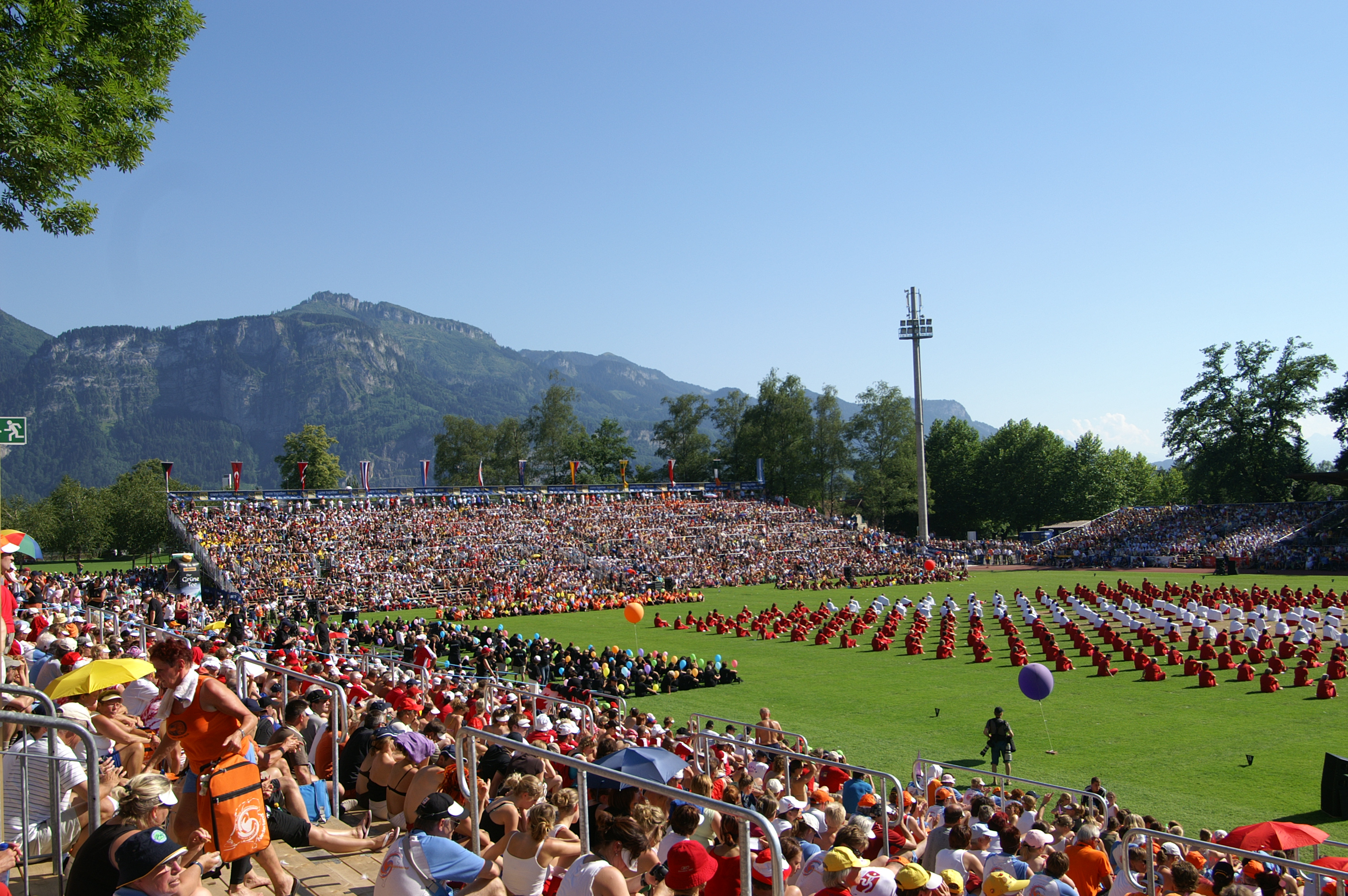
Stadion Birkenwiese bei der Abschlussfeier der Weltgymnaestrada 2007

Als zentrale Knoten- und Versammlungspunkte der Weltgymnaestrada 2007 dienten das Gelände der Dornbirner Messe sowie das Stadion Birkenwiese im Stadtbezirk Schoren. Die Großgruppenaufführungen fanden im Lustenauer Reichshofstadion statt.
An die 350 sogenannte Stadtaufführungen waren in den acht Gemeinden Höchst, Hard, Bregenz, Wolfurt, Dornbirn, Hohenems, Rankweil und Feldkirch geplant. Diese wurden auf Außenbühnen vorgeführt und dauerten etwa drei bis fünf Stunden pro Aufführung. Die Eröffnungsfeier und die Endveranstaltung fanden im Stadion Birkenwiese statt. Zu diesem Zweck wurde das Stadion mittels mobiler Stehtribünen auf eine Kapazität von 30.000 Besuchern ausgebaut.

## Nationendörfer
Während der Gymnaestrada bildete Dornbirn den Mittelpunkt des Geschehens. Daneben waren die Vertreter zahlreicher Länder in verschiedenen Gemeinden Vorarlbergs untergebracht. Die 53 Nationen verteilten sich damit auf insgesamt 23 Nationendörfer, in welchen sich insgesamt bis zu 4000 freiwillige Helfer um sie kümmerten. In den Gastgemeinden waren Kulturfeste geplant, um den Gästen die eigenen Sitten und Bräuche näherzubringen und ihnen Gelegenheit zu bieten, sich selbst und ihr Land näher vorzustellen. Untergebracht wurden die Sportler samt ihren Begleitern in Hotels, Schulen und anderen öffentlichen Einrichtungen.
Gastgemeinden bzw. Nationendörfer in Vorarlberg:
Lochau, Bregenz, Kennelbach, Hard, Fußach, Höchst, Gaißau, Lauterach, Wolfurt, Schwarzach – Bildstein, Alberschwende, Egg, Andelsbuch, Lustenau, Hohenems, Altach, Mäder, Götzis, Weiler, Klaus, Sulz – Röthis, Rankweil, Feldkirch, Schlins

## Investitionen
Neben privaten Investitionen insbesondere im Tourismus-Bereich zog die herannahende Weltgymnaestrada auch das Interesse der öffentlichen Hand auf sich. Die ÖBB investierten mehrere Millionen Euro in die Generalsanierung des Dornbirner Hauptbahnhofs (30,86 Millionen Euro) sowie des Umbaus und der Erweiterung der bestehenden Stationen Dornbirn-Schoren (9,98 Millionen Euro), Hatlerdorf (2 Millionen Euro) und Riedenburg (4,9 Millionen Euro). Außerdem wurde vom Land Vorarlberg sowie von der Stadtgemeinde Dornbirn die Leichtathletikhalle (2,3 Millionen Euro) auf dem Gelände der Dornbirner Messe, das Landessportzentrum (3,2 Millionen Euro) und die Ballsporthalle Dornbirn (6,3 Millionen Euro) saniert und umgebaut. Das österreichische Bundesheer unterstützte die Veranstaltung beim Aufbau der Tribünen im Dornbirner Messegelände sowie im Stadion Birkenwiese.